# Rally de Ferrol de 2008
El Rally de Ferrol de 2008 fue la 39.º edición y la sexta ronda de la temporada 2008 del Campeonato de España de Rally. Fue también puntuable para la Beca RMC, la Challenge Clio R3, la Mitsubishi Evo Cup, la Nissan 350 Z y la Copa Suzuki Swift. Se celebró el 8 de agosto y 9 de agosto y contó con un itinerario de once tramos que sumaban un total 182 km cronometrados.

## Itinerario
| Día   | Tramo | Nombre                 | Distancia | Hora | Ganador              | Líder                |
| ----- | ----- | ---------------------- | --------- | ---- | -------------------- | -------------------- |
| Día 1 | TC1   | Monfero-Irixoa 1       | 11.56 km  |      | Enrique García Ojeda | Enrique García Ojeda |
| Día 1 | TC2   | Monfero-Monfero 1      | 24.24 km  |      | Sergio Vallejo       | Enrique García Ojeda |
| Día 1 | TC3   | Vilarmaior-Paderne 1   | 11.50 km  |      | Luis Monzón          | Enrique García Ojeda |
| Día 1 | TC4   | Monfero-Irixoa 2       | 11.56 km  |      | Enrique García Ojeda | Enrique García Ojeda |
| Día 1 | TC5   | Monfero-Monfero 2      | 24.24 km  |      | Enrique García Ojeda | Enrique García Ojeda |
| Día 1 | TC6   | Vilarmaior-Paderne 2   | 11.50 km  |      | Luis Monzón          | Enrique García Ojeda |
| Día 1 | TC7   | San Sadurniño-Moeche 1 | 18.43 km  |      | Enrique García Ojeda | Luis Monzón          |
| Día 1 | TC8   | As Somozas-As Pontes 1 | 21.15 km  |      | Luis Monzón          | Luis Monzón          |
| Día 1 | TC9   | Ferrol-Ferrol          | 8.45 km   |      | Luis Monzón          | Luis Monzón          |
| Día 1 | TC10  | San Sadurniño-Moeche 2 | 18.43 km  |      | Alberto Meira        | Luis Monzón          |
| Día 1 | TC11  | As Somozas-As Pontes 2 | 21.15 km  |      | Alberto Hevia        | Luis Monzón          |

## Clasificación final
| Pos. | Piloto         | Copiloto          | Automóvil                | Tiempo    | Diferencia |
| ---- | -------------- | ----------------- | ------------------------ | --------- | ---------- |
| 1.   | Luis Monzón    | José Carlos Déniz | Peugeot 207 S2000        | 1:57:54.4 | 0.0        |
| 2.   | Pedro Burgo    | Marcos Burgo      | Mitsubishi Lancer Evo IX | 1:59:30.5 | +1:36.1    |
| 3.   | Alberto Hevia  | Alberto Iglesias  | Mitsubishi Lancer Evo IX | 2:00:38.4 | +2:44.0    |
| 4.   | Joan Vinyes    | Jordi Mercader    | Renault Clio R3          | 2:01:54.9 | +4:00.5    |
| 5.   | Alberto Meira  | Álvaro Bañobre    | Mitsubishi Lancer Evo IX | 2:02:28.2 | +4:33.8    |
| 6.   | Álvaro Muñiz   | César F. Blanco   | Mitsubishi Lancer Evo IX | 2:03:55.4 | +6:01.0    |
| 7.   | Carlos Márquez | Aintzane Goñi     | Mitsubishi Lancer Evo IX | 2:06:24.9 | +8:30.5    |
| 8.   | Francisco Cima | Pablo González    | Renault Clio R3          |           | +8:38.4    |
| 9.   | Roberto Blach  | Alejo Souto       | Renault Clio R3          | 2:07:25.2 | +9:30.8    |
| 10.  | Javier Pardo   | Pablo Maguregui   | Subaru Impreza STi N14   | 2:07:41.9 | +9:47.5    |